# Chassalia cristata
Chassalia cristata är en måreväxtart som först beskrevs av William Philip Hiern, och fick sitt nu gällande namn av Cornelis Eliza Bertus Bremekamp. Chassalia cristata ingår i släktet Chassalia och familjen måreväxter. Inga underarter finns listade i Catalogue of Life.